# Halsinglandet
Halsinglandet är en halvö i Finland.  Den ligger i Pernå i landskapet Nyland, i den södra delen av landet, 70 km öster om huvudstaden Helsingfors.